# Praslinia cooperi
Praslinia cooperi är en groddjursart som beskrevs av George Albert Boulenger 1909. Praslinia cooperi ingår i släktet Praslinia och familjen Caeciliidae. IUCN kategoriserar arten globalt som sårbar. Inga underarter finns listade i Catalogue of Life.